# Bernice Mosby
Pour les articles homonymes, voir Mosby.
Bernice Mosby, née le 14 février 1984 à Brooksville (Floride), est une joueuse américaine de basket-ball.

## Biographie
Elle joue en WNBA de 2007 à 2009.
Elle joue une saison en France à Arras où elle remplace la canadienne Nathalie Doma pour finir cinquième marqueuse du championnat (15,9 points en 20 rencontres).
En 2011-2012, elle joue en Espagne à Zamora, où elle tournait à 17,4 points et 7,9 rebonds, puis signe l'année suivante à Conquero où elle inscrit 19,3 points, 7,5 rebonds et 3,1 balles perdues par rencontre. Pour la saison suivante, elle rejoint Elitzur Holon.
En 2013-2014, elle ne dispute que 5 rencontres à Conquero (13,2 points et 7,8 rebonds) avant de rejoindre Israël. Elle revient en Espagne pour Gernika Bizkaia l'année suivante. 
En 2015-2016, elle s'engage en ligue sud-coréenne avec KEB Hanabank: